# Horní Krupá (Ralsko)
Horní Krupá je malá vesnice, část města Ralsko v okrese Česká Lípa v Libereckém kraji. Nachází se asi 5 km na jihovýchod od Kuřívod na samé hranici okresu i kraje. Je zde evidováno 15 adres. Trvale zde žije 48 obyvatel.
Horní Krupá (německy Ober Krupai či Ober Gruppei a Hořeni Gruppa) je též zaniklá obec v jihovýchodní části bývalého vojenského prostoru Ralsko, ležící asi 3 km ssz. od současného sídla cestou výše krupským údolím (50°34′48″ s. š., 14°50′14″ v. d.).

## Současné sídlo
Horní Krupá je též katastrální území o rozloze 6,87 km2. Název byl převzat právě od zaniklého původního sídla. Po vzniku města Ralsko připadla pod město menší část obce Dolní Krupá, a ta byla později (v roce 2010) přejmenována na Horní Krupou, přestože leží jinde než původní sídlo a společné má jen částečně se překrývající katastrální území s tím původním, které bylo též Horní Krupá, ale mělo asi 2krát větší rozlohu. Současná vesnice se rozprostírá při západní straně silnice II/268. Na této silnici mezi Horní a Dolní Krupou stojí dopravní značení hranice mezi Libereckým a Středočeským krajem. Z Horní Krupé vede silnice ještě na severozápad (do zcela zaniklé obce Jezová), kam je ale zákaz vjezdu motorových vozidel.

## Historické sídlo

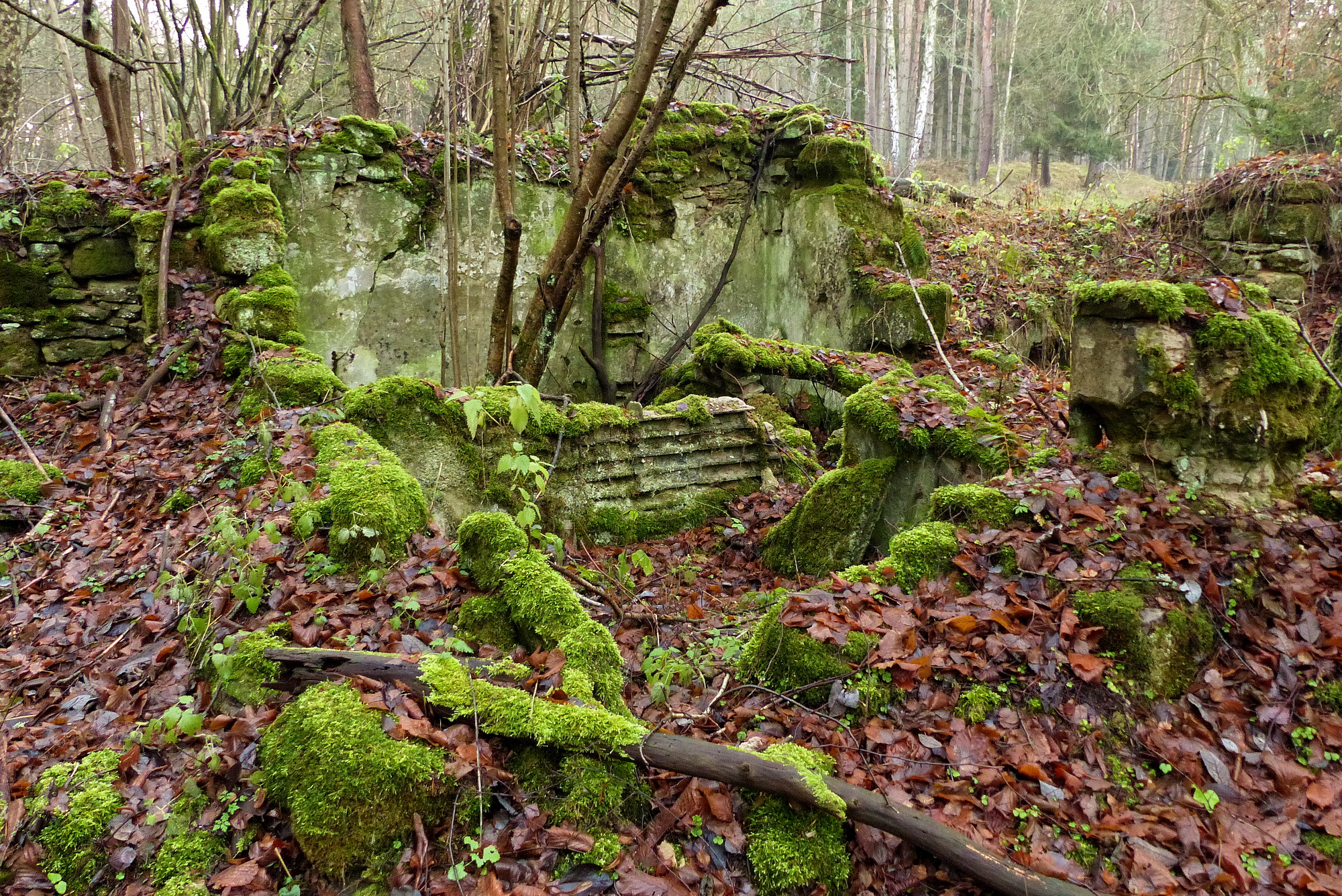
Trosky statku v bývalé Horní Krupé

Zaniklá obec na pokraji sudetské oblasti byla asi tři kilometry dlouhá a ležela v úzkém údolí, které místy lemují strmé skalnaté svahy. Dle půdorysu zástavby se jednalo o lesní lánovou ves. Dá se říci, že Horní Krupá má ze všech zcela zaniklých sídel v Ralsku nejvíce pozůstatků osídlení.[zdroj?] Ruiny domů s přilehlými sklepy lemují po obou stranách cestu, která procházela obcí. Obec tvořily převážně statky a hospodářské usedlosti, které stály okolo cesty, ale také na okolních svazích. K Horní Krupé patřily osady: Krupský dvůr a hájovna Šlapka.
Ve středověku patřila obec pod panství Berků z Dubé. Berkové zde nechali zřídit dva selské dvory, do kterých se měli přistěhovat němečtí osadníci. Během třicetileté války byly oba zdejší selské dvory i sama obec zpustošeny, ale později opět vystavěny. V horní části obce, v údolní nivě zvané Žlábek, vzniklo tehdy pojmenování Švédský hřbitov, které připomíná tehdejší dobu. V celé obci se zachovala většina tesaných pískovcových prostor, jež jsou tím nejvýznamnějším, co dokládá bývalé osídlení.

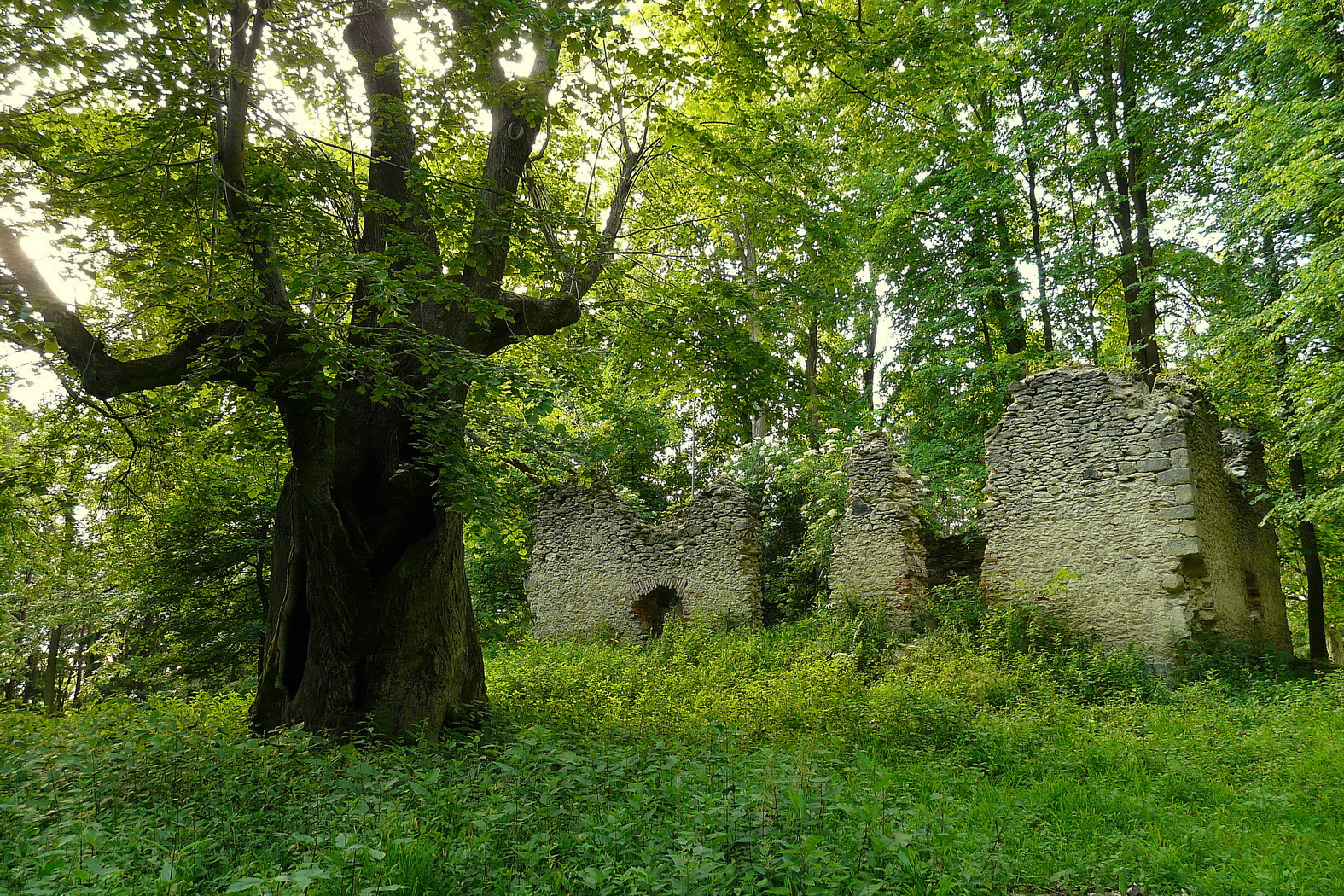
Památná lípa na Krupském dvoře

Nedaleko obce na sever se nacházel Krupský dvůr. Tento statek měl velké hospodářské i obytné prostory. Do dnešních dnů se zachovaly trosky obvodových zdí, až několik metrů vysoké. Na dvoře roste státem chráněná lípa, jejíž stáří se odhaduje na 350 let. Vedle lípy je panely zakrytá hluboká studna. Pod troskami obytných budov se nacházejí rozsáhlé sklepy. Asi jeden kilometr východně od Krupského dvora, v skalnatém údolí Žlábek, stála valdštejnská hájovna zvaná Šlapka, z níž zůstává dodnes zřícenina. Poblíž je stálé malé jezírko a ve skalní stěně výrazný tesaný sklep.
Vesnicí protékal potok, kvůli existenci zdejšího mlýna místně zvaný Mlýnský (Mühlbach), který pramenil v horní části obce a napájel zde několik malých rybníčků. Mimo obec se potok nazýval Klokočka (Klokotschka Bach), později Krupský potok. Potok postupně vysychal, až je z něho v současnosti jen občasná vodoteč. Uprostřed vesnice stála kaple zasvěcená sv. Magdaléně a hřbitov. V místě byla od roku 1904 vlastní jednotřídní obecná škola.
Roku 1771 bylo započato s uváděním popisných čísel domů v obcích. V této době bylo v obci uváděno 23 popisných čísel. Při sčítání lidu v roce 1921 bylo v Horní Krupé 65 domů a 305 obyvatel (z nich bylo 295 Němců a 10 Čechů). Fara, zdravotní obvod, četnická stanice, pošta a telegraf byly v Kuřívodech, železniční stanice v Mnichově Hradišti (14,25 km) nebo v Mimoni (15,7 km).
Po roce 1945 a odsunu německého obyvatelstva byla obec začleněna do vojenského výcvikového prostoru Ralsko a částečně zničena. Na údolních terasách kolem bývalé obce byly zřízeny vojenské cvičiště a tábor (ten v 90. letech, ještě před zničením zbylých kasárenských domků, posloužil při natáčení některých sekvencí seriálu Zdivočelá země a filmu Bumerang). Po příchodu Sovětské armády po roce 1968 byla obec srovnána se zemí a využívána jako tankodrom. V roce 2010 byla na místě bývalého vojenského tábora na plošině východně nad bývalou obcí postavena a zprovozněna část fotovoltaické elektrárny Ralsko Ra 1.